# Leonardo.AI
Leonardo.AI — стартап по созданию иллюстраций и проведению исследований в области генеративного искусственного интеллекта (ИИ). Запущен в декабре 2022 года. Сервисом для генерации изображений можно пользоваться бесплатно, есть и платные версии.

## История
Leonardo.AI — это австралийский стартап, который был запущен в декабре 2022 года. Изначально специализировался на создании ресурсов для видеоигр. Затем команда решила расширить платформу, чтобы она могла создавать и обучать модели ИИ для генерации изображений в таких областях, как мода, реклама и архитектура.
Через год после создания проект привлёк инвестиции в размере 31 млн долларов. Организатором привлечения средств выступила инвестиционная компания Blackbird Ventures, специализирующаяся на высокотехнологичных проектах.
В июле 2024 года Leonardo.AI купила платформа веб-дизайна Canva. Соучредитель и директор по продуктам Canva Кэмерон Адамс заявил, что компания продолжит предлагать все существующие инструменты и решения Leonardo. По его словам, приобретение направлено на то, чтобы помочь Leonardo развивать свою платформу и увеличить число пользователей с помощью инвестиций Canva. Стоимость сделки не разглашалась.

## Описание
На середину 2024 года у Leonardo.ai было более 19 млн зарегистрированных пользователей, а его инструменты были использованы для создания более миллиарда изображений.
Платформа генерирует изображения так же, как и похожие сервисы — Midjourney или Stable Diffusion. Но, как утверждают создатели стартапа, Leonardo.ai отличает то, что сервис предоставляет пользователям больше возможностей для контроля процесса генерации картинок. Так, например, функция Live Canvas позволяет пользователям вводить текстовую подсказку, а затем быстро набросать то, как они представляют себе конечный результат. Пока пользователь делает наброски, сервис создаёт фотореалистичное изображение на основе текста и набросков в режиме реального времени.
Как отмечают авторы обзоров проекта, для работы с Leonardo не нужен мощный компьютер. Сервис подойдёт как для профессионалов, так и для тех, кто с нейросетями только знакомится. Платформа может анимировать изображения.
Пользователи бесплатных аккаунтов ежедневно получают 150 токенов — внутренней валюты Leonardo AI. С её помощью можно обрабатывать около 7-10 запросов: количество зависит от сложности промпта (задания от пользователя для нейросети). Пользователи с платной подпиской получают до 60 тыс. токенов.
В то же время компания подверглась критике из-за того, что пользователи могли использовать её программное обеспечение для создания дипфейков порнографического характера, нарушая условия предоставления услуг.

## Дополнительная информация
Основатели платформы — Дж. Дж. Фиассон (генеральный директор), Итан Смит и Джачин Бхасме. Они познакомились, когда работали в компании, занимавшейся видеоиграми.